# Litoporus agricola
Litoporus agricola är en spindelart som beskrevs av Cândido Firmino de Mello-Leitão 1922. 
Litoporus agricola ingår i släktet Litoporus och familjen dallerspindlar. Inga underarter finns listade i Catalogue of Life.